# Dobytí Baham (1782)
Během americké války za nezávislost byly v květnu 1782 Bahamy dobyty španělskými silami pod velením Juana Manuela Cajigala. Španělé v té době dorazili na ostrov New Providence poblíž Nassau, hlavního města Baham. Britský velitel v Nassau, John Maxwell, se rozhodl vzdát ostrova bez boje, neboť by v případném konfliktu čelil značné přesile.

## Pozadí
Španělsko vstoupilo do americké války za nezávislost v roce 1779 a zahájilo kampaň s cílem vytlačit Brity z Mexického zálivu, obsadit britskou kolonii Západní Florida a zmocnit se jejích hlavních základen v Mobile a Pensacole. Španělský velitel Bernardo de Gálvez plánoval útok proti Nassau, hlavnímu městu Baham, které sloužilo jako hlavní britská korzárská základna. Gálvez naplánoval výpravu proti ostrovům na konci roku 1781, ale ta byla odložena kvůli bitvě u Yorktownu, během které byla britská armáda v říjnu 1781 donucena kapitulovat. Počátkem roku 1782 byl plán obnoven a velení nad operací převzal Juan Manuel Cajigal, guvernér Havany.

## Dobytí Baham
Navzdory obdržení rozkazů od Gálveze, aby výpravu proti Bahamám zrušil, aby mohly být jeho síly použity k invazi na Jamajku, Cajigal pokračoval ve svém plánu a 18. dubna 1782 odplul z Havany. Cajigal vzal na výpravu 2500 vojáků. V Havaně byla ponechána jen malá posádka, takže Cajigal nebyl schopný poslat posily pro Gálvezovu jamajskou výpravu. Podařilo se mu zajistit další lodě a transporty od námořnictva Jižní Karolíny pod velením Alexandra Gillona.
Dne 6. května 1782 se Cajigalovy lodě dostaly na dohled k Nassau. Cajigal přesvědčil britského velitele, viceadmirála Johna Maxwella, aby se vzdal, aniž by oficiálně zahájil obléhání města. Maxwell nabídl dvanáct článků o kapitulaci. Předtím, než jeho návrh Cajigal přijal, dohodu mírně upravil. Španělské síly poté obsadily město, zajaly britskou posádku i několik lodí, včetně jedné fregaty.

## Následky
Gálvez se na Cajigala zlobil, že nesplnil jeho rozkazy. Navíc britské vítězství v námořní bitvě u Saintes ho donutilo opustit plány na francouzsko-španělskou invazi na Jamajku. Gálvez zařídil, aby byl Cajigal zatčen za jeho údajné špatné zacházení s britským generálem Johnem Campbellem po obléhání Pensacoly v roce 1781. Cajigal byl uvězněn v Cádizu a jeho vojenská kariéra tak skončila. Jeden z jeho spolupracovníků, Francisco de Miranda, byl také obviněn z podobného trestného činu, což mohlo podnítit jeho pozdější kariéru obhájce nezávislosti španělských amerických kolonií. Francisco de Miranda vysvětloval Gálvezovy činy jako pramenící ze žárlivosti na Cajigalův úspěch. Nakonec to byl Gálvez, kdo měl získat uznání za dobytí Baham, přestože se pokusil operaci zrušit. Americký loajalista Andrew Deveaux se vydal znovudobýt Nassau. Podařilo se mu to 17. dubna 1783 a to s pouhými 220 muž a 150 mušketami, kdy čelil síle 600 vycvičených vojáků. V té době však španělská koruna již uznala britskou suverenitu nad Bahamami výměnou za východní Floridu, jak stanovovala Pařížská smlouva.